# Tahin
Tahini (eller sesampasta) er pasta af malede sesamfrø, der benyttes til madlavning. 
Tahini er en væsentlig ingrediens i hummus og andre mellemøstlige retter. Sesampasta indgår tillige i indiske, kinesiske, koreanske og japanske retter. 
Tahini er nævnt som en ingrediens i hummus kasa i en opskrift fra en arabisk kogebog fra det 13. århundrede, Kitab Wasf al-Atima al-Mutada.
| Mad og drikke | Spire Denne artikel om mad og drikke er en spire som bør udbygges. Du er velkommen til at hjælpe Wikipedia ved at udvide den. |